# Liste der Kulturgüter in Bulle
Die Liste der Kulturgüter in Bulle enthält alle Objekte in der Gemeinde Bulle im Kanton Freiburg, die gemäss der Haager Konvention zum Schutz von Kulturgut bei bewaffneten Konflikten, dem Bundesgesetz vom 20. Juni 2014 über den Schutz der Kulturgüter bei bewaffneten Konflikten sowie der Verordnung vom 29. Oktober 2014 über den Schutz der Kulturgüter bei bewaffneten Konflikten unter Schutz stehen.
Objekte der Kategorien A und B sind vollständig in der Liste enthalten, Objekte der Kategorie C fehlen zurzeit (Stand: 1. Januar 2023).

## Kulturgüter
| Foto | | Objekt | Kat. | Typ | Standort                                                    | Beschreibung |
| ---- | --- | --- | ---- | --- | ----------------------------------------------------------- | ------------ |
| ja   | Datei hochladen · Wikidata zu Mittelalterliche und neuzeitliche Stadt Bulle (Q123671118)                                     | Bulle, mittelalterliche und neuzeitliche Stadt / Bulle, ville médiévale-époque moderne KGS-Nr.: 00212                                                                                            | A    | F   | 570855 / 163135                                             |              |
| ja   | Datei hochladen · Wikidata zu Schloss der Bischöfe von Lausanne, dann Vogteiresidenz und Präfektur (Q2968029)                | Schloss der Bischöfe von Lausanne, dann Residenz der Vögte und Präfektur / Château des évêques de Lausanne, puis résidence baillivale et préfecture KGS-Nr.: 01965                               | A    | G   | Place du Tilleul 1 570838 / 162995                          |              |
| ja   | Datei hochladen · Wikidata zu Kapuzinerkloster und Kapelle Notre-Dame-de-Compassion (Q29479015)                              | Kapuzinerkloster und Kapelle Notre-Dame-de-Compassion / Couvent des Capucins et Chapelle Notre-Dame-de-Compassion KGS-Nr.: 01968                                                                 | A    | G   | Rue du Marché 2, (2a), 4, (6a) 570867 / 163044              |              |
| ja   | Datei hochladen · Wikidata zu Greyerzer Museum (Q3330578)                                                                    | Greyerzer Museum / Musée Gruérien KGS-Nr.: 08661 | A    | S   | Rue de la Condémine 25 570889 / 162898                      |              |
| ja   | Datei hochladen · Wikidata zu Landi Festsaal (Q29479016)                                                                     | Landi-Festsaal / Halle des fêtes de la Landi KGS-Nr.: 09059 | A    | G   | Route de la Pâla 101a 569450 / 162830                       |              |
| BW   | Datei hochladen · Wikidata zu A la Lêvra, gallo-römische Villa und mittelalterlicher Friedhof (Q123671325)                   | A la Lêvra, gallo-römische Villa und mittelalterlicher Friedhof / A la Lêvra, villa gallo-romaine et cimetière médiéval KGS-Nr.: 16349                                                           | A    | F   | La Tour-de-Trême 570495 / 161985                            |              |
| ja   | Datei hochladen · Wikidata zu Pfarrkirche Saint-Pierre-aux-Liens (Q29688327)                                                 | Pfarrkirche Saint-Pierre-aux-Liens / Église paroissiale Saint-Pierre-aux-Liens KGS-Nr.: 01969 | B    | G   | Grand-Rue 52 570880 / 163300                                |              |
| ja   | Datei hochladen · Wikidata zu Pfarrkirche Saint-Joseph (Q29688310)                                                           | Pfarrkirche Saint-Joseph / Église paroissiale Saint-Joseph KGS-Nr.: 02329 | B    | G   | La Tour-de-Trême, Place de l'Eglise 1 571480 / 162058       |              |
| BW   | Datei hochladen · Wikidata zu Haus von Terreaux bekannt als "Grande Maison" Pettolaz (Q29688344)                             | Maison des Terreaux genannt «Grande Maison» Pettolaz / Maison des Terreaux dite «Grande Maison» Pettolaz KGS-Nr.: 02330                                                                          | B    | G   | Ruelle des Ormeaux 28 571533 / 161825                       |              |
| ja   | Datei hochladen · Wikidata zu Turm von La Tour-de-Trême (Q29688428)                                                          | Turm des Schlosses der Grafen von Greyerz / Tour du château des comtes de Gruyère KGS-Nr.: 02332                                                                                                 | B    | G   | La Tour-de-Trême, Rue de l’Ancien-Comté 51 571488 / 161953  |              |
| BW   | Datei hochladen · Wikidata zu Stadtarchiv Bulle (Q123675888)                                                                 | Stadtarchiv Bulle / Archives de la Ville de Bulle KGS-Nr.: 02897 | B    | S   | Grand-Rue 7 570775 / 163050                                 |              |
| ja   | Datei hochladen · Wikidata zu Ehemaliges Institut Sainte-Croix (Q29688225)                                                   | Ehemaliges Institut Sainte-Croix / Ancien Institut Sainte-Croix KGS-Nr.: 12378 | B    | G   | Rue du Marché 10 570894 / 163095                            |              |
| BW   | Datei hochladen · Wikidata zu Gebäude von Adolphe Eggli, dann Café à la Viennoise (Q29688243)                                | Wohnhaus von Adolphe Eggli, dann Café à la Viennoise / Immeuble d'Adolphe Eggli puis Café à la Viennoise KGS-Nr.: 12379                                                                          | B    | G   | Rue de Gruyères 90 / Rue de l'Essert 2 570956 / 162540      |              |
| BW   | Datei hochladen · Wikidata zu Ehemaliges Grand Hotel Moderne (Q29688276)                                                     | Ehemaliges Grand Hotel Moderne / Ancien Grand Hôtel Moderne KGS-Nr.: 12381 | B    | G   | Rue Victor-Tissot 2, 4 / Rue de Gruyères 25 570804 / 162855 |              |
| BW   | Datei hochladen · Wikidata zu Kapelle Notre-Dame auf dem Landgut Cuquerens d'En-Haut (Q29688292)                             | Kapelle Notre-Dame auf dem Landgut Cuquerens d’En-Haut / Chapelle Notre-Dame au domaine de Cuquerens d’En-Haut KGS-Nr.: 12382                                                                    | B    | G   | Chemin de Cuquerens 150c 567786 / 161773                    |              |
| BW   | Datei hochladen · Wikidata zu Burgerhaus (ehemalige Herberge Trois-Trèfles, ehemalige Butterhalle und Schulhaus) (Q29688361) | Burgerhaus (ehemalige Herberge Trois-Trèfles, ehemalige Butterhalle und Schulhaus) / Maison bourgeoisiale (ancienne Auberge des Trois-Trèfles, ancienne halle au beurre et école) KGS-Nr.: 12383 | B    | G   | Grand-Rue 44 / Rue de la Promenade 43 570850 / 163245       |              |
| ja   | Datei hochladen · Wikidata zu Rathaus (Q29688379)                                                                            | Rathaus / Hôtel de Ville KGS-Nr.: 12384 | B    | G   | Grand-Rue 7 570775 / 163050                                 |              |
| BW   | Datei hochladen · Wikidata zu Saal und Gasthaus Trois Couronnes (Q29688396)                                                  | Saal und Gasthaus Trois Couronnes / Halle et Auberge des Trois Couronnes KGS-Nr.: 12385 | B    | G   | Rue du Marché 29 570882 / 163238                            |              |
| BW   | Datei hochladen · Wikidata zu Reformierte Kirche (Q29688413)                                                                 | Reformierte Kirche / Temple protestant KGS-Nr.: 12386 | B    | G   | Rue de Gruyères 70 570879 / 162635                          |              |